# Жоффруа II де Виллардуэн
Жоффруа II Виллардуэн (1195—1246) — князь Ахейи в 1229—1246 годах.

## Ранние годы
Жоффруа II был старшим сыном Жоффруа I и его жены, Елизаветы . Его отец выступил в Четвёртый крестовый поход в 1199 году, впоследствии завоевал значительную часть Пелопоннеса и занял трон Ахейского княжества после смерти его первого князя, Гильома I Шамплита (1205-1209) . В 1217 году Жоффруа женился на Агнессе, дочери избранного латинского императора Пьера II де Куртенэ и его жены Иоланды . Таким образом, Жоффруа рассматривался как возможный претендент на имперский престол. Дети у супругов так и не родились.

## Правление
Политика Жоффруа II и его отца была направлена на поддержку местного православного духовенства, которое он освободил от государственных налогов и военной службы. Это вызвало недовольство у католических священников, желавших собирать с пелопоннесских греков церковную десятину. Православные священники налогов с населения не требовали и существовали на добровольные пожертвования. В течение трех лет Жоффруа не позволял католикам собирать десятину в своих владениях, Население обогатилось, и лояльность к православным позволило князю сосредоточить в руках значительные средства. На вырученные деньги Жоффруа построил в Элиде замок Хломуци, а также реорганизовал армию и флот. Столицей княжества стал город Андравида.
Финансовое положение латинских церковников пришло в расстройство, и они обратились с жалобой в Рим. Разгневанный папа наложил на Жоффруа интердикт. Но пошатнувшиеся дела Латинской империи, нуждавшейся в союзниках, вынудило папу вскоре снять отлучение.
Жоффруа добился мира со своими греческими соседями, что позволило его княжеству процветать . Его ресурсы позволили ему послать финансовую помощь своему сюзерену, императору Иоанну I Константинопольскому (1231-1237). В 1236 году никейский император Иоанн III Дука Ватац в союзе с болгарским царем Иван Асень II осадил Константинополь. Жоффруа II поспешил на выручку, приведя 100 рыцарей, 800 лучников и 6 судов. При помощи венецианцев и ахейского князя осада была снята. В том же году граф Кефалонии Майо I Орсини (1194-1238) стал вассалом Жоффруа . 
Кроме этого, Жоффруа подарил императору Балдуину II 22000 золотых гиперпиронов. В знак признания его заслуг, Балдуин пожаловал ему владения в центральной Греции, на острове Эгина и несколько островов в Эгейском море. В 1237 году князь занимался устройством в столице больницы, которую поручил заботам тевтонских рыцарей.
В 1243 году в ответ на ложный слух о смерти его шурина Балдуина II Константинопольского (1228-1261) Жоффруа II вернулся в столицу империи для того, чтобы обеспечить регентство во время малолетства племянника его жены, Филиппа.
Жоффруа II умер в 1246 году и был похоронен в своей столице, Андравиде, в церкви монастыря Святого Иакова .